# Arquitectura ziyánida

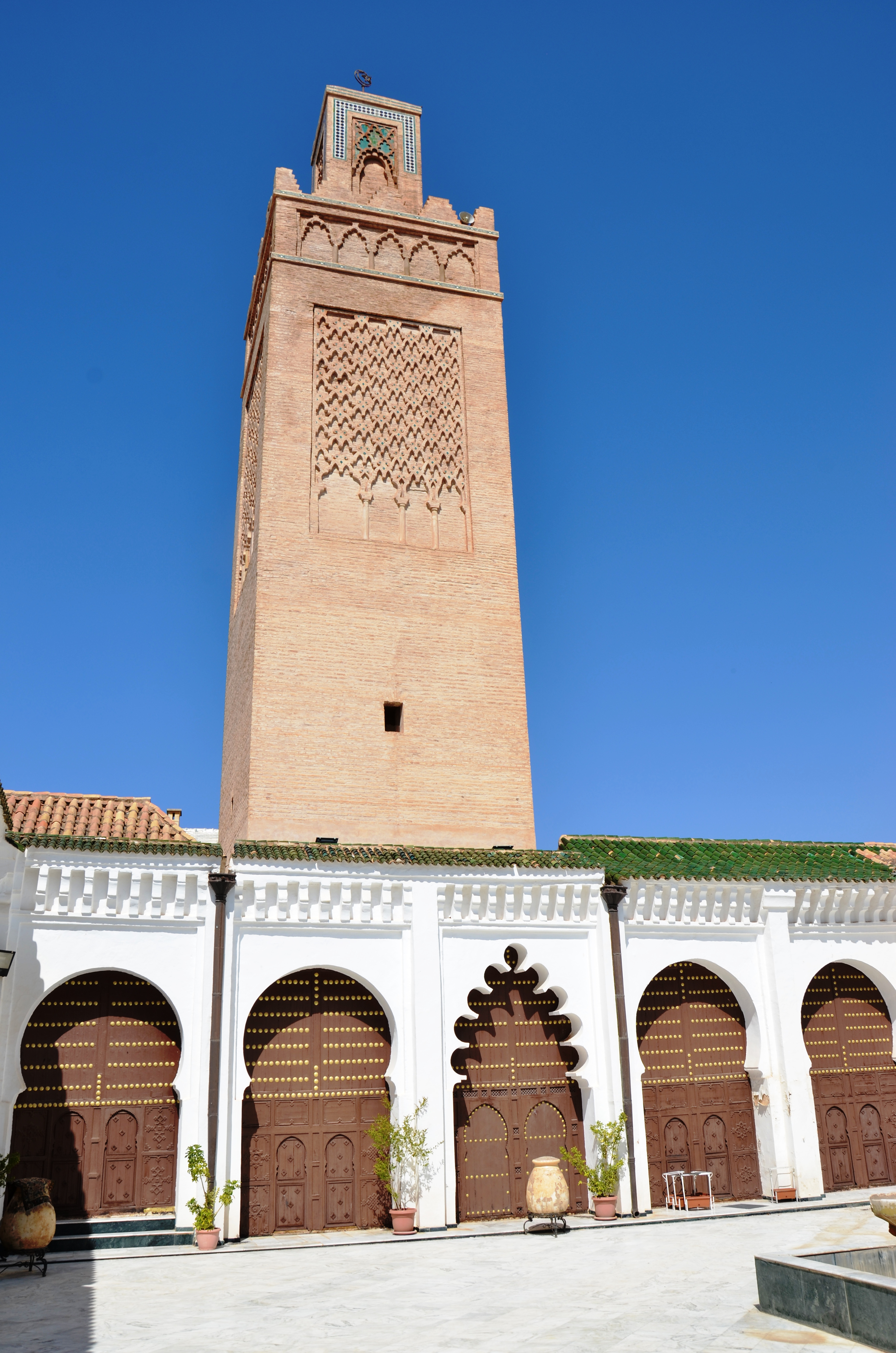
El minarete, y posiblemente el sahn, de la Gran Mezquita de Tremecén datan de la época del primer sultán zayyaní Zayyanid sultan, Yaghmurasen, c. 1236

La arquitectura ziyánida se originó en el reino de Tremecén entre los siglos XIII y XVI, en la región noroeste de la actual Argelia. Es una continuación de las tradiciones arquitectónicas islámicas occidentales, a menudo conocidas como «estilo hispano-morisco», con elementos que se desarrollaron para crear diseños distintivos que perduraron durante siglos. Este estilo arquitectónico recibió una importante influencia del califato almohade y la arquitectura andalusí, dando lugar a un legado perdurable de logros arquitectónicos moriscos.

## Antecedentes históricos
Tras la batalla de las Navas de Tolosa (1212), el Magreb islámico vio el surgimiento de tres grandes dinastías a partir del siglo XIII: la dinastía hafsí en Ifriqiya, la dinastía ziyánida en el Magreb central y la  dinastía meriní en el Magreb occidental. Esta división fue consecuencia inevitable de la tensa situación política que se vivía en la región en ese momento, que desencadenó conflictos y guerras. A medida que el Estado almohade se debilitaba, cada una de estas dinastías buscó establecer su dominio y definir sus fronteras a expensas de las demás.
Cuando el príncipe Yaghmurasen Ibn Zyan declaró su independencia del dominio almohade en 1235, pretendía consolidar la entidad del estado y establecer sus cimientos. Designó la ciudad de Tremecén como la capital política de la dinastía Beni Abd al-Wad, la base del Magreb central y un centro de influencia cultural en el Magreb Islámico durante la Edad Media. Tremecén jugó un papel importante en varios dominios, especialmente en el comercio,  superando a Tiaret  como principal centro comercial en la región. Albergaba centros comerciales europeos que facilitaban las conexiones entre comerciantes africanos y europeos. Tremecén jugó un papel vital en el comercio del oro africano, que llegó a manos europeas a través de esta ciudad fundamental.
La dinastía ziyánida experimentó un notable desarrollo y prosperidad en el campo del urbanismo. A pesar de los períodos de inestabilidad política y social en Tremecén bajo el dominio ziyánida, los edificios religiosos, cívicos y militares experimentaron una notable actividad. Además, surgió un gran número de eruditos, lo que dejó huella en los campos de la ciencia y la arquitectura de la región. Como resultado, la ciudad de Tremecén, capital de los zayyaníes, también fue considerada una de las ciudades mejor vigiladas y civilizadas del mundo.

## Arquitectura de la mezquita
Los Abd al-Wadids eran expertos en arquitectura islámica, dejando tras de sí edificaciones caracterizadas por su particular incorporación de zellijs locales y las decoraciones cerámicas. La Mezquita de Sidi Bel Hassan, considerada una de los ejemplos mejor conservados de la arquitectura zayyaní, estaba adornada con exquisitos elementos decorativos y artísticos. Las mezquitas de Ouled Al-Imam y Sidi Ibrahim son otros dos ejemplos. 

### Minaretes

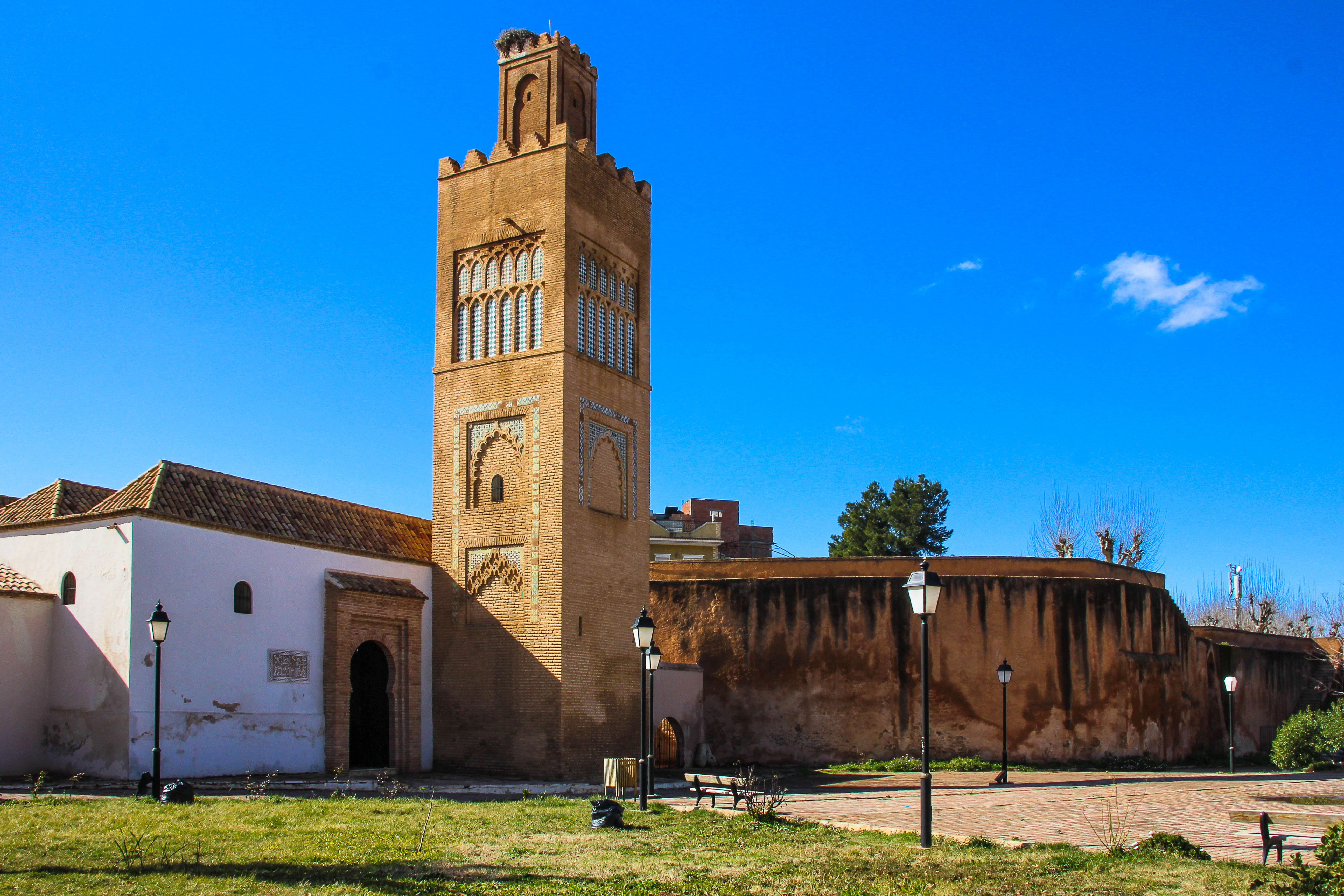
Minarete de la Mezquita El Mexuar, realizado por el sultán Abu Hammu I en 1317.

Los ziyánidas erigieron varios minaretes que se han conservado hasta nuestros días, gran parte de los cuales se construyeron en su capital, Tremecén. Los minaretes ziyánidas, tanto en su aspecto exterior general como en sus elementos decorativos, recibieron la influencia de los minaretes almohades. y pueba de ellos es que suelen constar de dos plantas.. En cuanto a la estructura interna del minarete, guardan un sorprendente parecido con el minarete de la mezquita Qalat Bani Hammad. Los minaretes ziyánidas se caracterizan por su de planta cuadrada y su ubicación en las esquinas del muro trasero de la mezquita, a excepción de las mezquitas de Tremecén y Argel, donde el minarete se sitúa en el centro del muro trasero, alineado con el mihrab.  También destacan por su altura moderada, proporcional al tamaño de la mezquita, ya sea grande o pequeña.
Estos minaretes se remontan al período ziyánida en el Magreb central. Entre ellos se encuentran ocho minaretes, entre ellos el minarete de la mezquita Sidi Abu Al-Hasan, el minarete de la mezquita Sidi Ibrahim, el minarete de la Gran Mezquita de Tremecén, el minarete de la mezquita de Nador, el minarete de Agadir, el minarete de la mezquita de Ouled El-Imam, el minarete de la Gran Mezquita de Argel y el minarete de la mezquita de Mustur. Algunos de ellos fueron realizados para mezquitas ya existentes, como los de Agadir, Argel y los dos de la Gran Mezquita de Tremecén y Nedroma.

### Apariencia exterior

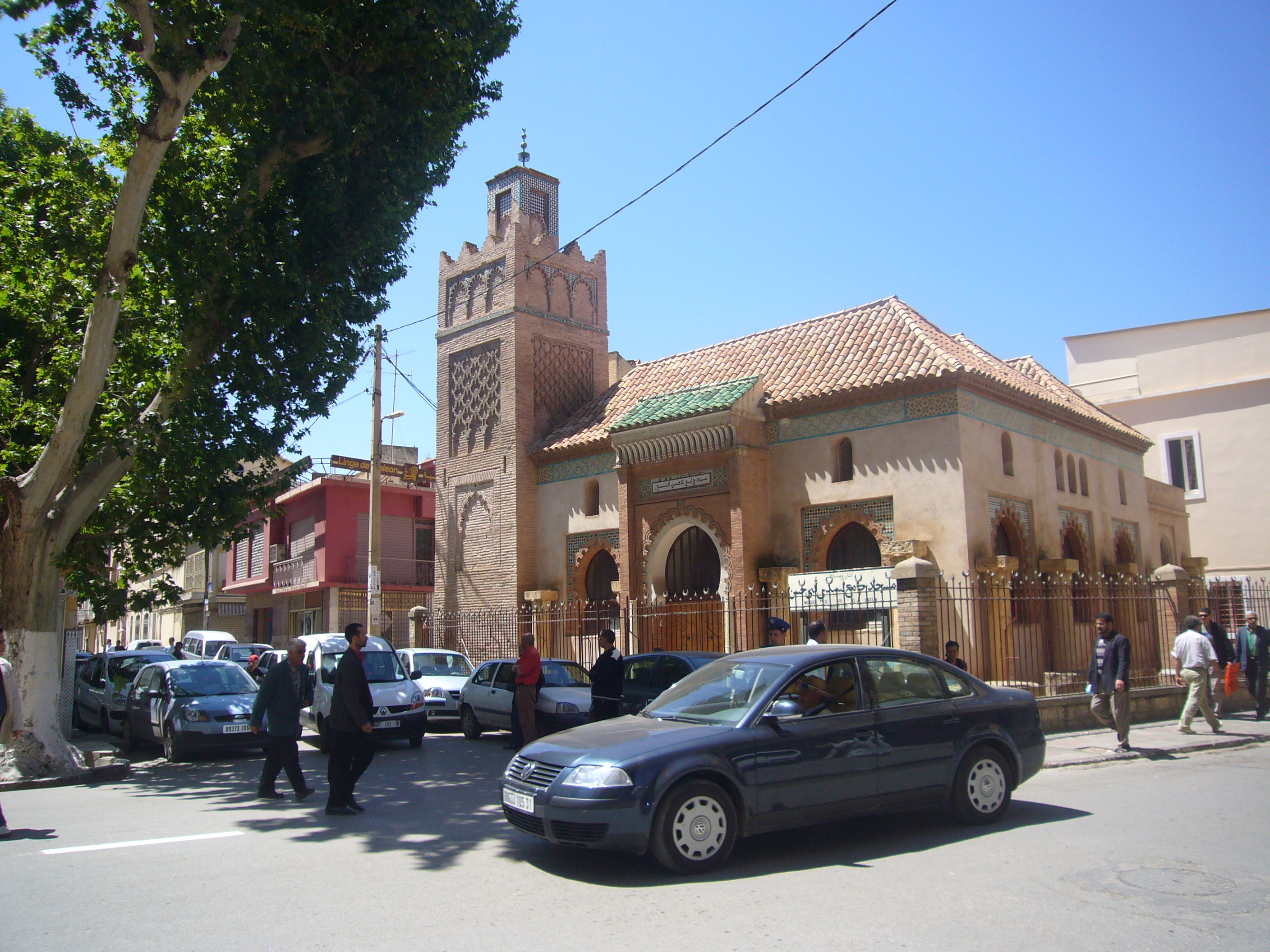
Mezquita Sidi Belahcen Tremecén, construida por el sultán ziyánida Abu Said Uthman I

Las mezquitas durante el reinado de Abd al-Wadid adoptaron una forma arquitectónica rectangular, orientada de norte a sur en las mezquitas de Sidi Bel Hassan y Sidi Ibrahim, y de este a oeste en la de Ouled El Imam. La mayoría de minaretes ocupa una de las esquinas del rectángulo; por ejemplo, la esquina sureste en la mezquita de Sidi Bel Hassan, la esquina noroeste en la mezquita de Sidi Ibrahim y la esquina noreste en la mezquita de Ouled El Imam.
En cuanto a las entradas, su forma, ubicación y número varían de una mezquita a otra. La entrada principal de la mezquita Sidi Bel Hassan se encuentra en el centro del muro oriental y es una importante entrada conmemorativa. La segunda entrada, sencilla y común, se abre al suroeste, similar a las tres entradas de la mezquita Ouled El Imam: una en el muro oriental y las otras dos en el muro norte, con vistas al patio compartido con la madrasa.
La mezquita Sidi Ibrahim cuenta con tres importantes entradas conmemorativas que ocupan los tres lados de la mezquita, excepto el sureste. Están organizadas de forma equilibrada y coordinada.
Los tejados de las tres mezquitas presentan desde el exterior una forma inclinada o piramidal truncada. Este estilo de techado se adapta al clima de la región, ya que facilita la evacuación del agua de lluvia durante el invierno y proporciona refrigeración en el interior de la mezquita durante el verano. Los tejados parecen estar cubiertos de tejas sólidas, brillantes y de color verde, y se extienden verticalmente a lo largo del muro de la qibla en las mezquitas de Sidi Bel Hassan y Ouled El Imam, y en paralelo en la mezquita de Sidi Ibrahim, donde su cúpula, frente al mihrab, sobresale ligeramente hacia el exterior con pequeñas ventanas para la iluminación y la ventilación, algunas abiertas y otras cerradas. Se abren ventanas adicionales para la iluminación y la ventilación en los muros de las tres mezquitas.

### Aspecto interior

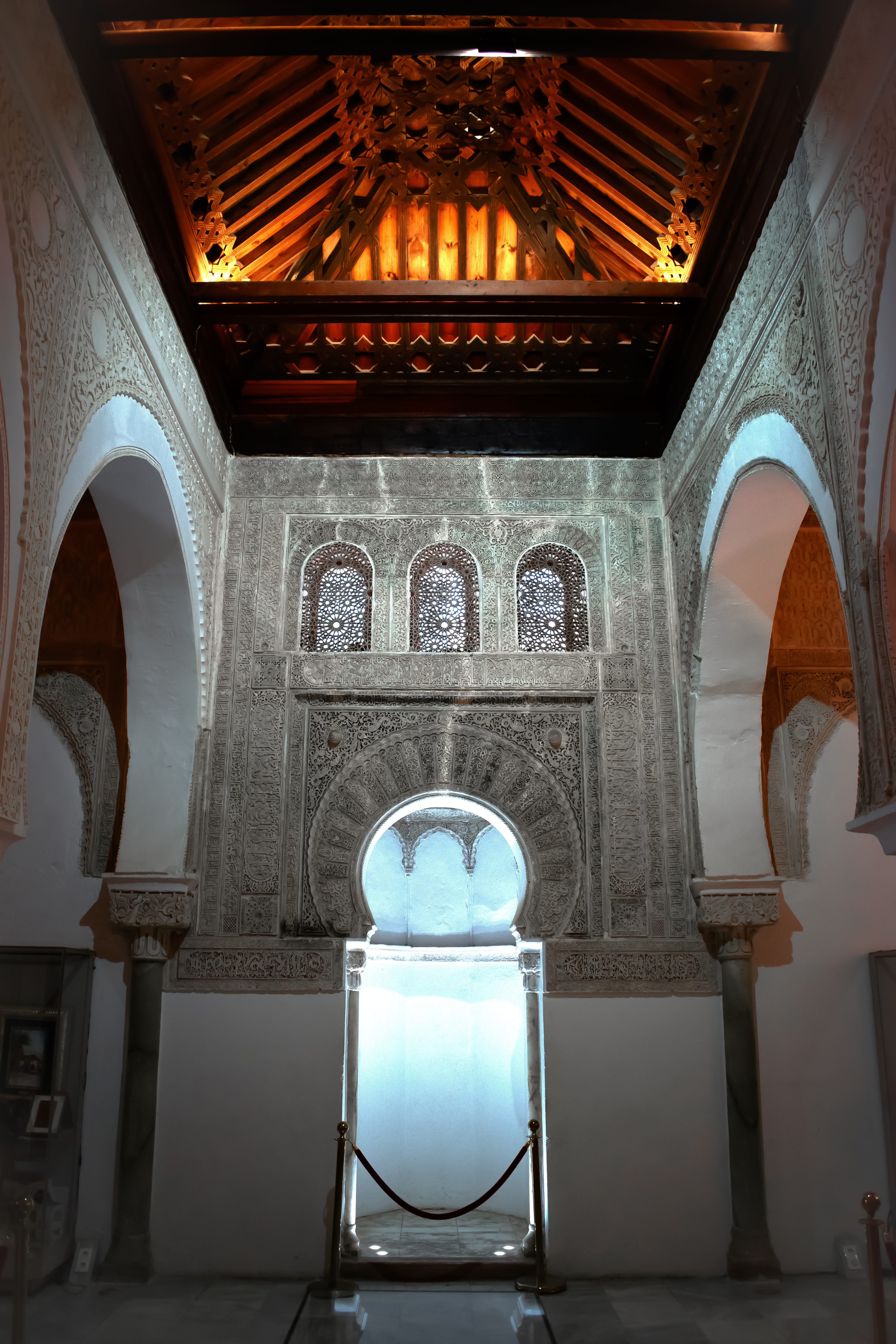
Detalles del mihrab bordeado por dos capiteles y los techos de madera que cubren la Mezquita de Sidi Bel Hassan.

Las mezquitas ziyánidas conservaron su base arquitectónica, a excepción de la mezquita del Mexuar, que sufrió un cambio completo en su forma arquitectónica, conservando únicamente su minarete como elemento original. En realidad, las mezquitas ziyánidas son pequeñas en tamaño en comparación con las mezquitas almorávides anteriores en Tremecén, lo que confirma su función secundaria como es evidente a partir de sus dimensiones generales. Por ejemplo, la mezquita Sidi Bel Hassan mide aproximadamente 10,20 m de largo y 9,70 m de ancho, y se caracteriza por la ausencia de un patio. Mientras que la mezquita Ouled El Imam mide unos 9,0 m de largo y 6,30 m de ancho. La mezquita Sidi Ibrahim es considerada la más grande y espaciosa, con una sala de oración que mide aproximadamente 19,0 m de largo y 15,40 m de ancho.
Cada mezquita cuenta con una pequeña puerta que da acceso al minarete. Las entradas de las mezquitas Sidi Bel Hassan y Ouled El Imam conectan directamente con la sala de oración, mientras que dos de las entradas de la mezquita Sidi Ibrahim conducen a la parte trasera de la sala de oración y una a un patio central abierto.

## Palacios
La construcción de palacios estuvo muy extendida durante la era ziyánida en todo el reino; los sultanes de la dinastía ziyánida mostraron un gran interés por la construcción y entre los edificios más importantes destacan los palacios, incluido el Palacio del Mexuar.
Yaghmurasen tenía un gran interés en la edificación, tanto religiosa como urbana, y transmitió esa pasión a su hijo Uthman y a su nieto Abu Hammu I (r. 1308-1318). Los registros históricos atestiguan que el sultán Abu Hammu I construyó un palacio cerca de la ciudad de Mazouna cuando la conquistó en 1311. Su hijo Abu Tashufin I (r. 1318-1337) también estaba interesado en la construcción y convirtió su gobierno en un período de prosperidad urbana en Tremecén. El número de casas y mansiones en su tiempo alcanzó alrededor de dieciséis. Era particularmente aficionado a los palacios, y entre ellos había tres famosos: Dar Al-Malik, Dar Al-Surur y el palacio de Abu Fehr en el complejo del Mexuar. Sin embargo, no se conocen sus ubicaciones exactas, ya que fueron destruidos por los meriníes cuando Abu al-Abbas Ahmed atacó Tremecén en 1387.

### El Mexuar

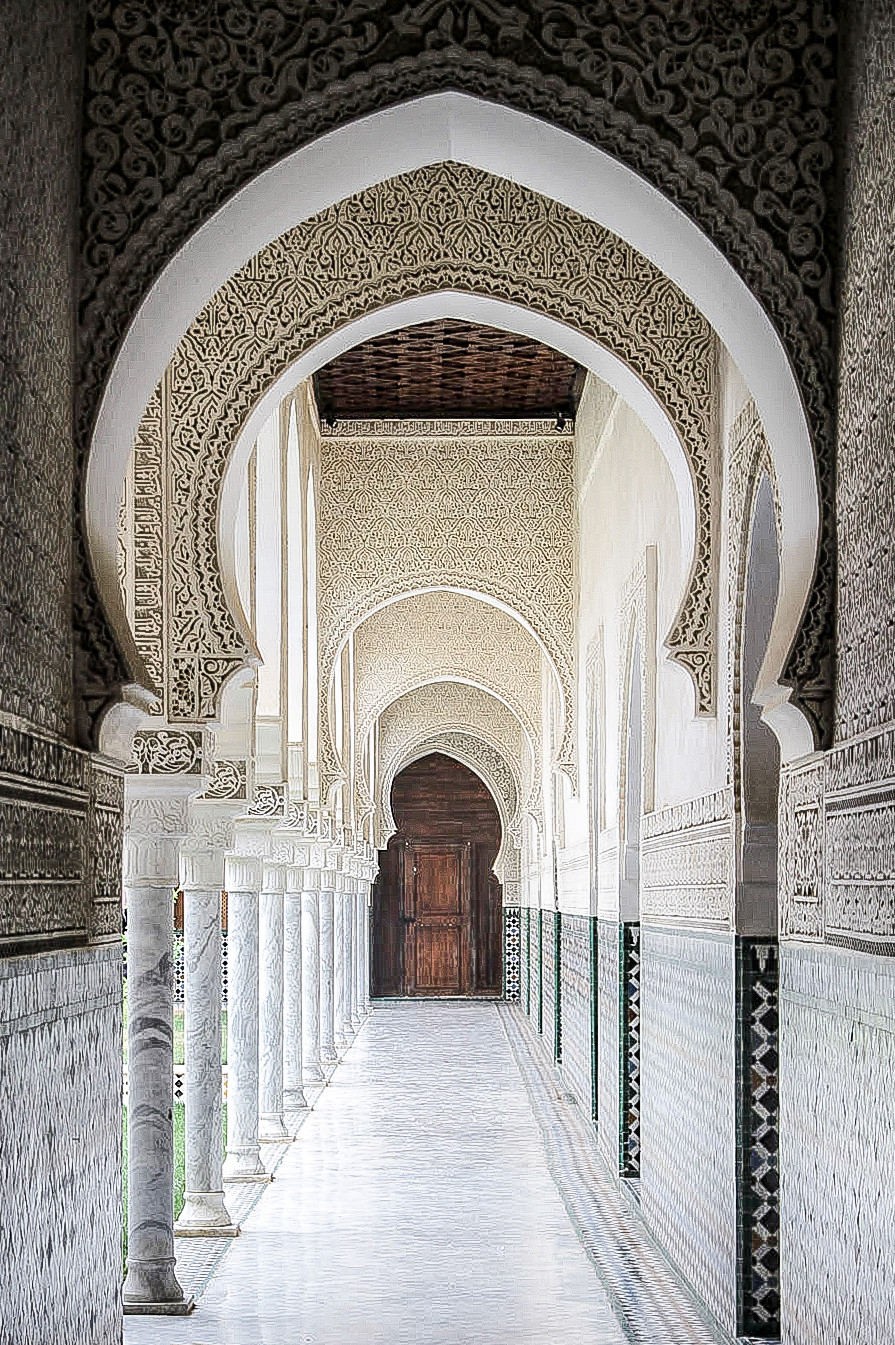
Pasillo en la reconstrucción actual del Palacio del Mexuar

El Mexuar fue el palacio real y la sede principal de los sultanes de la dinastía ziyánida y es una muestra del arte y la arquitectura ziyánidas con evidentes influencia del estilo andalusí.. Fue construido por  Yaghmurasen ibn Zyan  y posteriormente ampliado por Abu Hamu Musa I, quien le añadió algunas instalaciones. Uno de los textos históricos más importantes que menciona el Palacio del Mexuar es la precisa descripción del viajero Hassan Al-Wazzan (León el Africano), quien dijo: «El palacio real del Mexuar se encuentra al sur de la ciudad y está rodeado por altas murallas a modo de fortaleza. Contiene otros palacetes con jardines y huertos, todos ellos bien construidos y adornados con bellas decoraciones arquitectónicas. El palacio tiene dos puertas: una que da al campo abierto y la otra en el centro de la ciudad, donde reside el jefe de la guardia».
Los muros del palacio presentaban una rica decoración, realzada con zellij y estuco intrincadamente tallado. Además, la maestría de la caligrafía islámica decoraba esta edificación. Los restos de uno de los palacios destacaron para los arqueólogos actuales por su alcoba central en la gran sala de audiencias. Inspirado en palacios ziríes anteriores, esta característica lo distinguió de los diseños palaciegos contemporáneos de otras regiones. Entre 2010 y 2011 se erigió una reconstrucción moderna sobre estos restos, cuya relación con el diseño del palacio original es incierta.
Dentro del complejo palaciego, una serie de residencias, pabellones y jardines rodeaban el paisaje, complementados con instalaciones esenciales como una mezquita y un hammam.
Durante la era ziyánida se erigieron cuatro palacios prominentes: Dar al-Malik (دال الملك), Dar Abu Fahr (دار ابي فهر), Dar al-Surur (دار السرور) y Dar al-Raha (دار الراحة). Abu Tashufin I, durante su reinado de 1318 a 1337, fue el visionario detrás de la construcción de tres de estos palacios.
Los arquitectos diseñaron algunos de estos palacios para adaptarse a las diferentes estaciones. La residencia de verano, construida con adobe, conservaba una agradable sensación de frescor, mientras que la residencia de invierno, construida con piedra, proporcionaba calor durante los meses más fríos.

## Fortificaciones

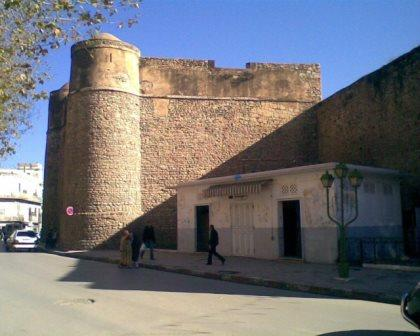
Fortaleza defensiva del Mexuar

Durante su reinado, los ziyánidas tomaron medidas importantes para fortificar varias ciudades del Magreb al-Awsat, como Honaine, Nedroma, Ténès y su capital, Tremecén. Por ejemplo, Argel estaba rodeada por imponentes y grandiosas murallas bajo el mando del sultán Abu Tashufin I. Aunque la mayor parte de sus esfuerzos se concentraron en Tremecén debido a las frecuentes incursiones de los meriníes, rodearon su capital con una profunda trinchera que rodeaba la ciudad, reforzada con imponentes murallas de arcilla, arena y piedra caliza.
Las circunstancias políticas y militares que enfrentaba el estado ziyánida, junto con los acontecimientos entre los vecinos meriníes y hafsíes, lo impulsaron a centrarse en el establecimiento de diversas fortificaciones militares que  consolidaran su posición. En consecuencia, estas fortificaciones militares se convirtieron en un bastión para la región.
A mediados del siglo XIII, Tremecén se fundó fusionando dos antiguas ciudades, Tagrart y Agadir, en una única ciudad unificada bajo el gobierno del sultán Sultan Yaghmurasen. Bajo su gobierno, Tremecén se transformó en una ciudad unificada protegida por altas murallas, compuestas por aproximadamente siete capas en algunas zonas Yaghmoracen  también inició la construcción de las imponentes murallas de Kachout en 1265. Un viajero marroquí las describió como «las murallas más fuertes y sólidas», lo que atestigua su altura e invencibilidad.
Los sultanes ziyánidas también construyeron numerosas fortalezas, castillos, torres y otras fortificaciones. En Tremecén, construyeron torres defensivas para fortalecer su capital, entre ellas el Fuerte y Castillo de El Machouar y el Fuerte de El Kalaa. La construcción de estas estructuras se intensificó durante el asedio de Bugía y otros ataques contra los hafsíes, como el de Temzezdekt, que fue abastecido por tres mil soldados. Abu Tachufin también construyó más fortificaciones en la zona oriental del reino para consolidadr su posición en esa zona, incluyendo los fuertes de Bakr y Yaqut.

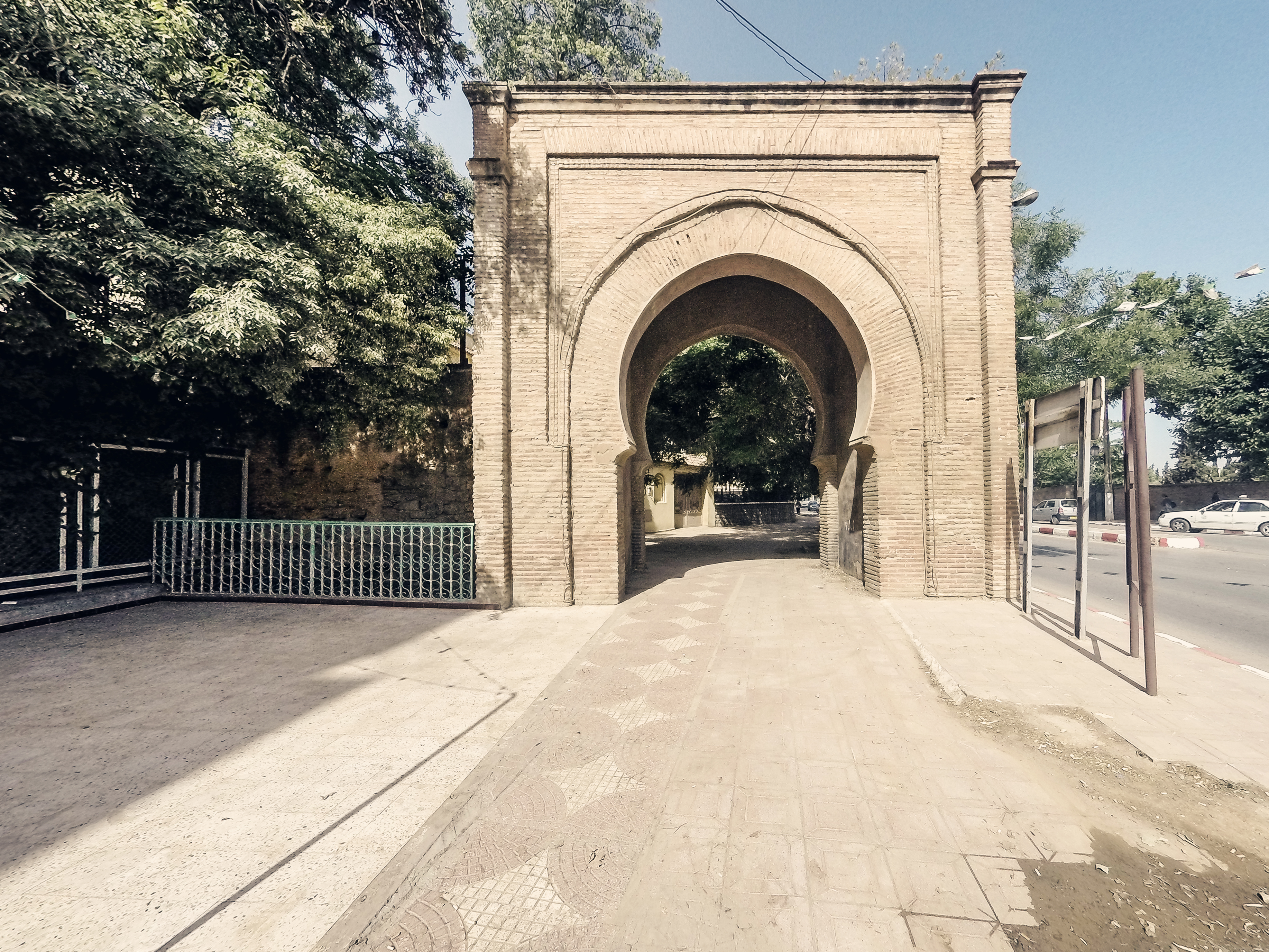
Bab el Khemis, una de las antiguas puertas de Tremecén
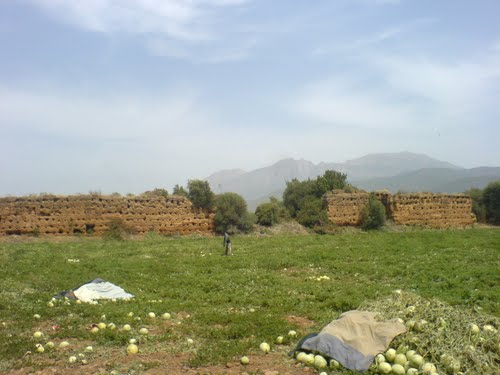
Restos de la fortaleza Zianide de Timzizdekt
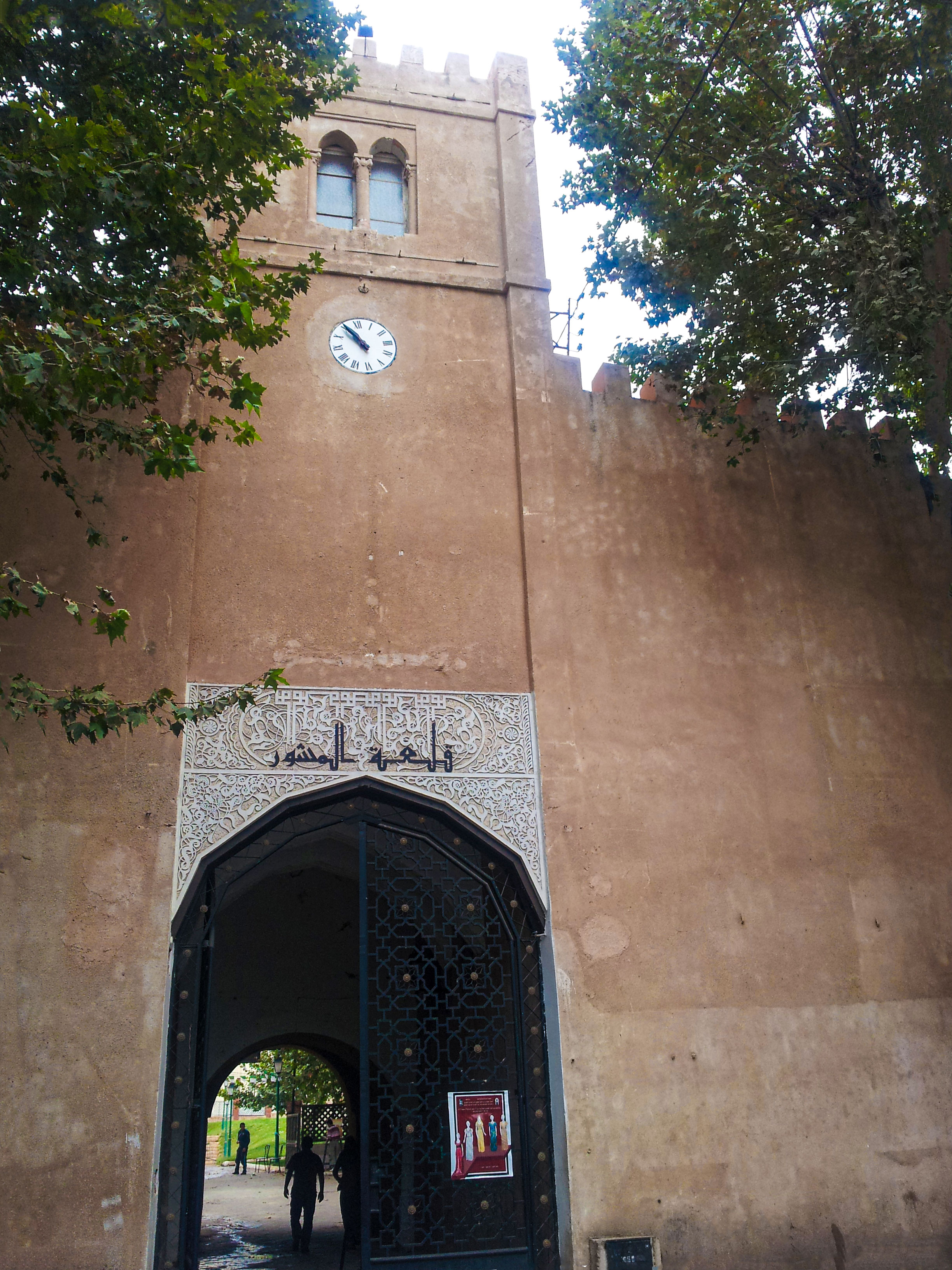
Imagen moderna de la entrada del Mexuar

## Otras construcciones

### Madrasas

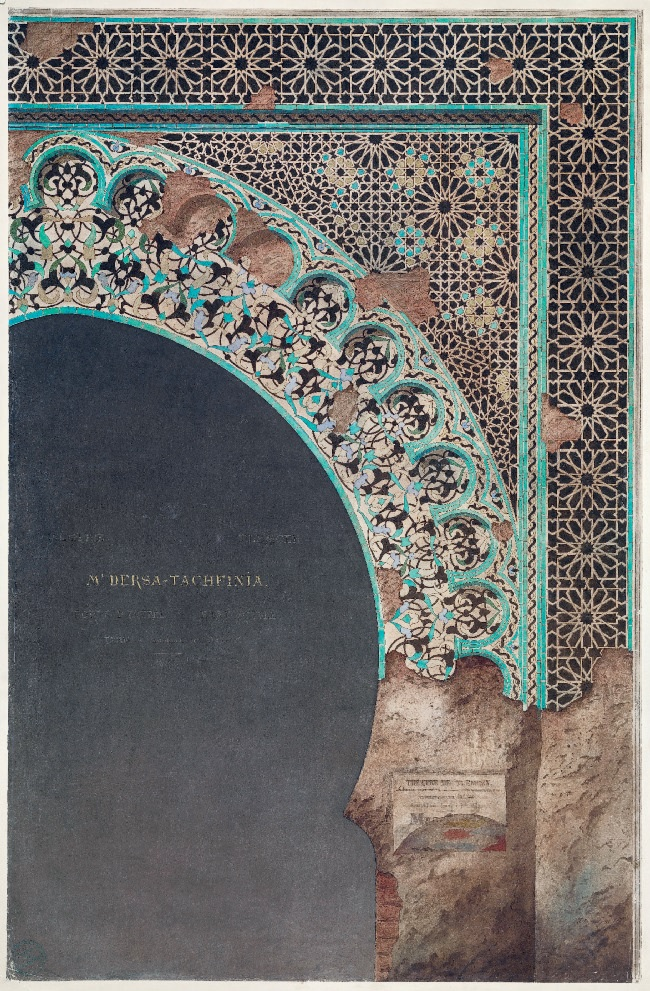
Fragmentos Zellij de la decoración del portal de entrada de la Madrasa Tashfiniya.

La dinastía ziyánida fue la primera en construir madrasas en el territorio controlado por el reino de Tlemcen, en el Magreb central. Al igual que sus dinastías vecinas, los hafsíes y los meriníes, introdujeron las primeras madrasas en el Magreb oriental y occidental. La primera madrasa fue construida en 1310 en Tlemcen por Abu Hammu I y se llamó "al-Madrasa al-Qadima" o "Madrasa Vieja" (actualmente madrasa Ouled El Imam).

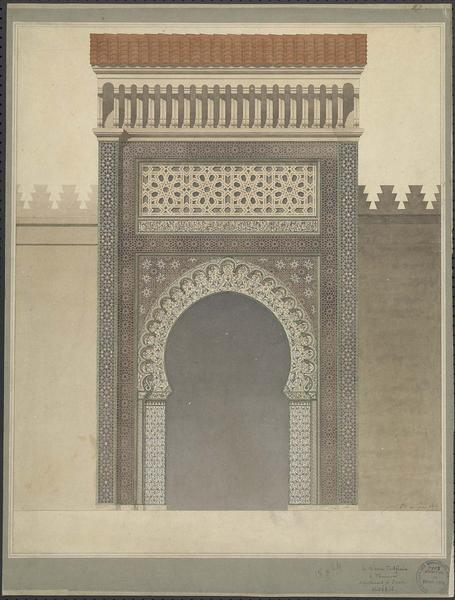
Reconstrucción del portal de entrada de la madrasa Tashfiniya en el, antes de su demolición.

Los gobernantes Abd al-Wadid mostraron gran interés en la construcción de madrasas, con el objetivo de revivir la escuela Maliki de pensamiento y desarraigar la escuela almohade. Además, el establecimiento de escuelas tenía como objetivo difundir la educación y la cultura en Tremecén, así como orientar a los estudiantes. También marcó el avance de la vida científica y cultural. Las madrasas del reino contaban con una biblioteca para el alumnado, además de un ala privada para alojar tanto a estudiantes como a viajeros.  El apoyo financiero a estas instituciones provenía tanto del poder central como de comerciantes y eruditos adinerados.
Las escuelas se extendieron ampliamente en la ciudad de Tremecén durante la época ziyánida y sirvieron de refugio para los estudiantes de conocimiento. El viajero León el Africano se refirió a estas madrasas, afirmando: «Hay muchas mezquitas excelentes en la ciudad de Tremecén, con imanes y predicadores, y cinco escuelas bien construidas y adornadas». Ibn Al-Ahmar también mencionó estas madrasas, indicando que el número de escuelas establecidas en la ciudad de Tremecén durante la dinastía ziyánida ascendía a cinco escuelas principales.
El ejemplo más notable de las escuelas ziyánidas es la madrasa Tashfiniya (ahora demolida) construida por Abu Tashufin I a principios del siglo XIV,  que fue la segunda madrasa y el gran monumento de la ciudad de Tremecén. La característica más prominente de la ornamentación de la madrasa fue su utilización de vibrantes azulejos zellij, que adornaban numerosas caras del edificio. Este exquisito estilo implicaba ensamblar hábilmente piezas de azulejos de varios tonos, como turquesa, azul claro, negro y blanco, en intrincados mosaicos, dando como resultado elaborados motivos arabescos y geométricos. Esto la convirtió en la escuela más grande del Magreb central en ese momento, y continuó cumpliendo su misión académica hasta finales del siglo XVI. Entre sus renombrados maestros se encontraba el erudito malikí Abu Musa Al-Mushaddali, quien se encontraba entre los eruditos más destacados.

### Trabajo cívil

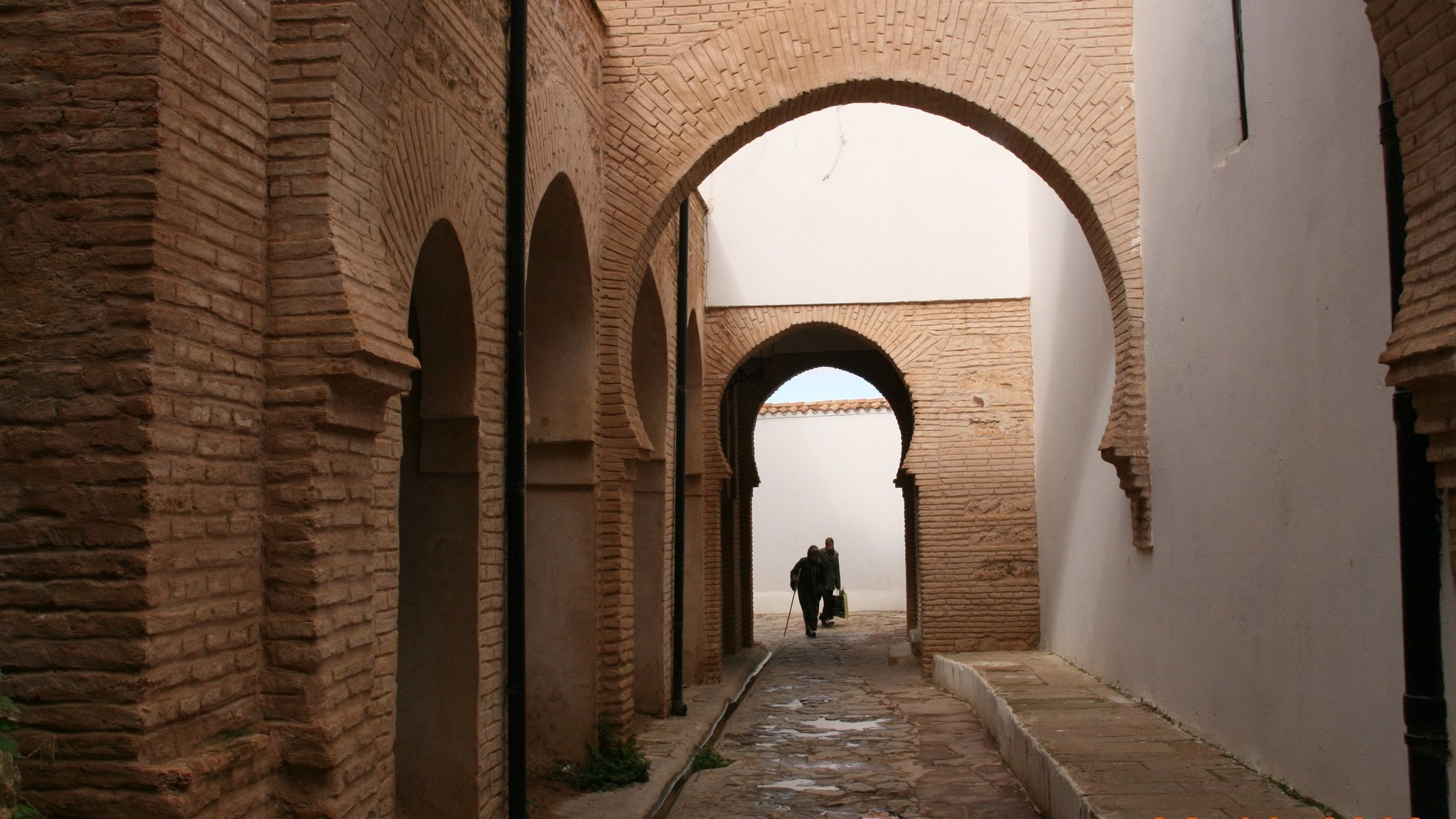
Corredor histórico de El Ubbad en Tremecén, que data de la época ziyánida

Durante el gobierno ziyánida en Tremecén, se construyó una notable cantidad de infraestructuras y edificios cívicos, que cumplían diversos propósitos. Los textos históricos destacan la presencia de numerosos hammams repartidos por toda la ciudad. Un viajero marroquí atestiguó la limpieza encontrada en el Hammam Al-A'la, que ganó gran renombre. Además, los ziyánidas construyeron varios Fonduqs (lugares de alojamiento) para acomodar a los comerciantes europeos en Tremecén, así como en la ciudad de Orán. León el Africano, un viajero de la época, notó la existencia de funduqs con imponentes muros durante su viaje a la ciudad.
En Tremecén, dada la significativa importancia comercial de la ciudad, el sultán  Abu Hammu I asignó áreas sustanciales en los lados norte y sur para estos funduqs. Algunas estructuras civiles de la era zayyaní todavía se mantienen en pie hoy en día, como el puente de Safsaf y el gran aljibe de Tremecén, construido bajo el reinado de Abu Tashufin I, que se utilizó para distribuir agua a los campos y casas durante tiempos de sequía y para resistir asedios en tiempos de guerra.

## Decoración

### Patrones geométricos

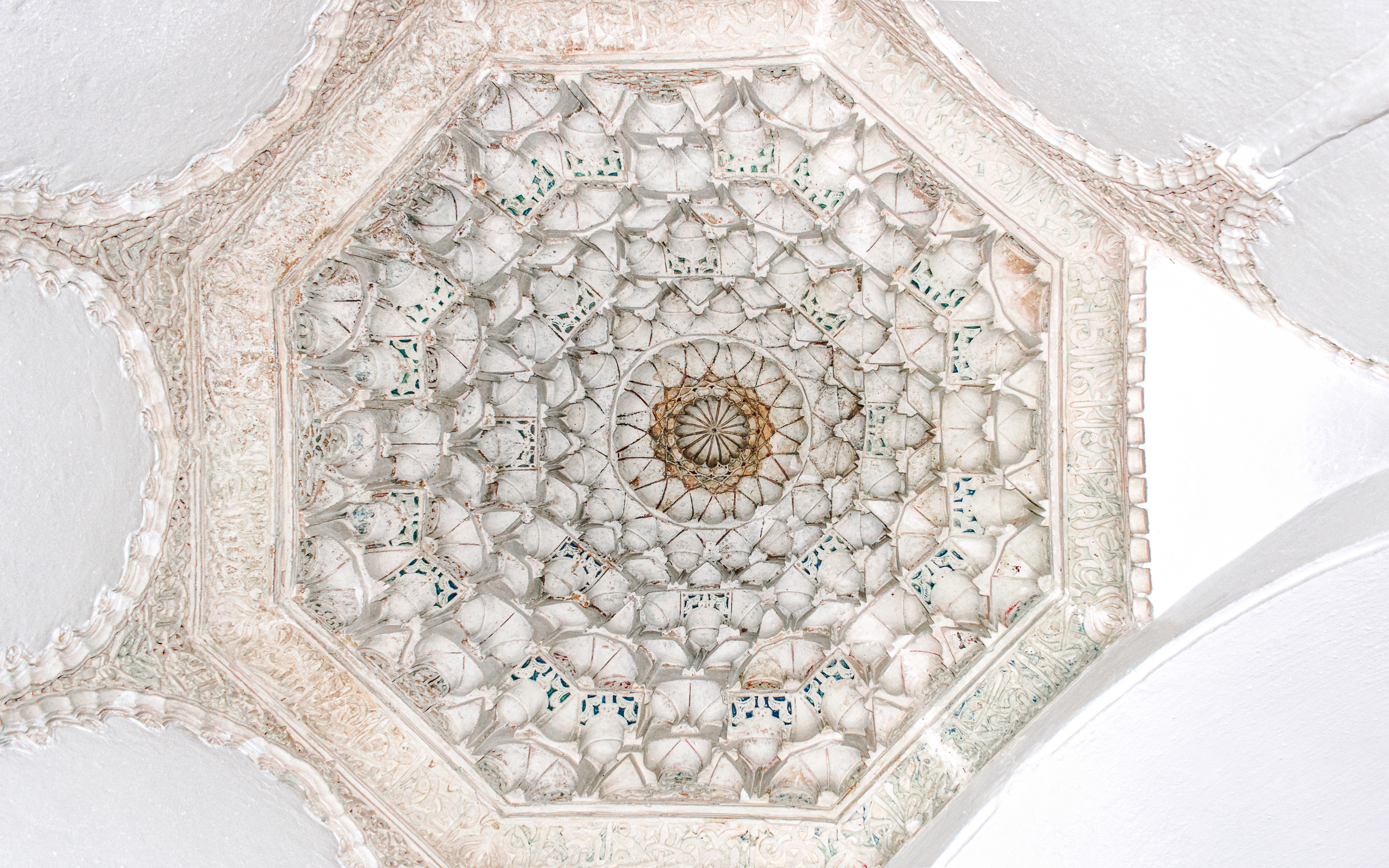
Muqarnas dentro del mihrab de mezquita de Sidi Bel Hassan

Uno de los patrones geométricos más usados en las construcciones zayyaníes se puede observar en la mezquita Sidi Bel Hassan, que incorporaba formas geométricas que convergían con elementos florales y caligráficos. Los ejemplos incluyen frisos geométricos que contienen formas de ambas ornamentaciones. Sin embargo, algunos motivos geométricos  se mantuvieron solos sin adornos adicionales, una rareza en la arquitectura zayyaní, como los polígonos en forma de estrella. Otras formas geométricas se intersectaban para crear cuadrados o polígonos, que a menudo servían como marco para la ornamentación caligráfica, especialmente en la fachada del mihrab. Patrones similares se aplicaron al minarete, adornado con formas geométricas en azulejos zellij. Los motivos cruzados, con intersecciones más pequeñas dentro de ellos, formaban la estructura, un diseño también presente en el minarete de la mezquita de Ouled El Imam. Además, otras construcciones presentaron patrones geométricos manifestados a través del zellij mostrados en cuadrados, estrellas de polígonos y derivados con múltiples colores.  Además, entre la decoración ziyánida también se encuentran polígonos en forma de estrella y decoraciones de yeso, incluyendo celosías de cerámica.

### Motivos florales y vegetales

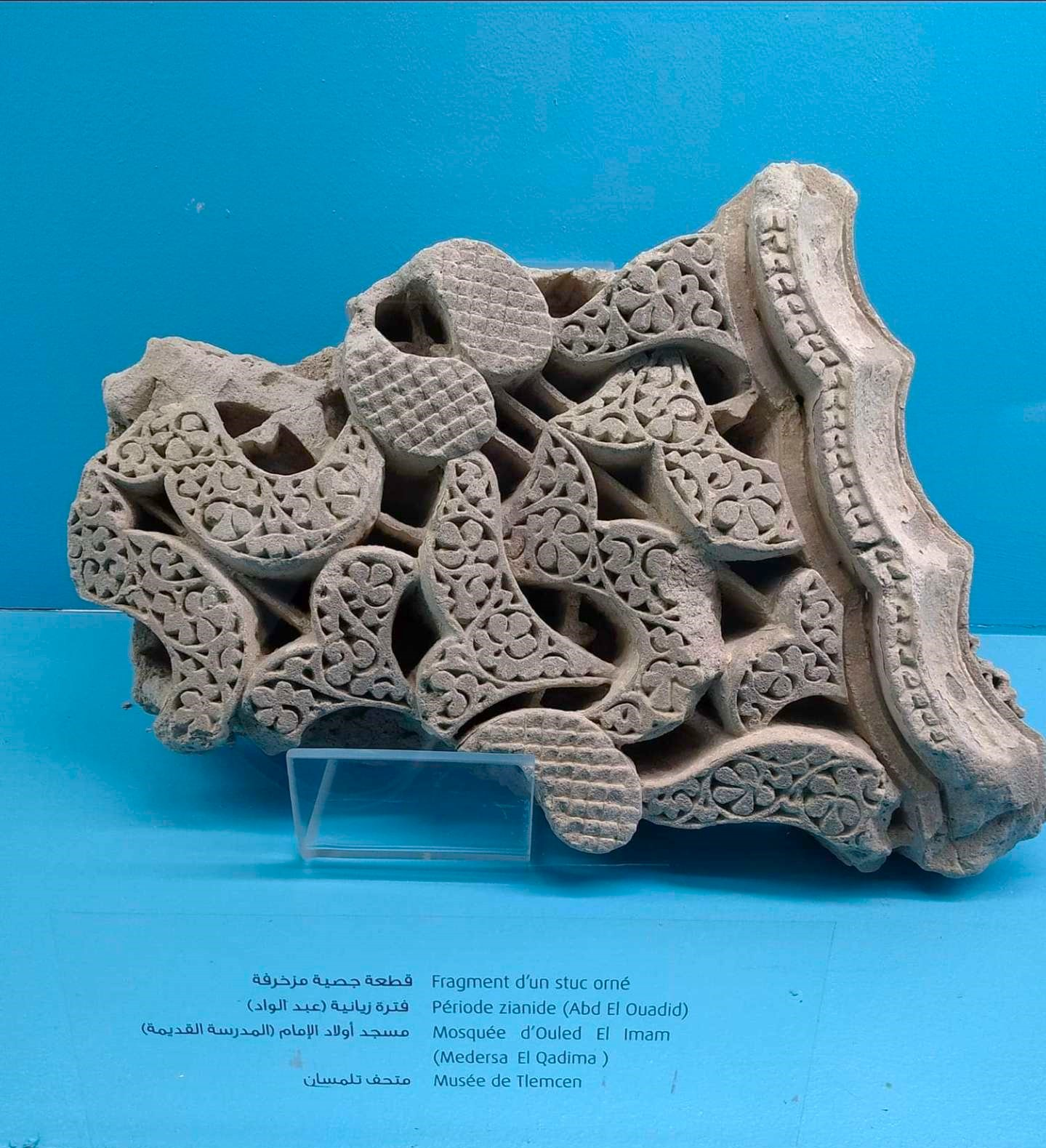
Una pieza decorativa con arabescos de la madrasa ziyánida de Ouled El Imam, actualmente conservada en el Museo de Tremecén

La ornamentación vegetal y floral recibió una atención significativa durante el período ziyánida. Esto se refleja en la diversidad de elementos empleados en diversos edificios, incluida la mezquita de Sidi Bel Hassan. Entre estos motivos se encuentran palmetas en sus diversas formas, ya sean simples, dobles o triples, además de tallos helicoidales y curvos, y hojas trilobuladas, así como cuadrifoliadas, junto con la vid que también estaban presentes en las decoraciones de los artesanos almorávides.: 156   Todas las edificaciones ziyánidas comparten el mismo estilo de ornamentación con solo pequeñas variaciones. Por ejemplo, la mezquita de Oulad Al-Imam presentaba adornos vegetales representados por palmetas simples que incorporaban hojas pentagonales. 
Entre los componentes de este embellecimiento botánico se encuentra el "maharra",: 27   del cual se ramifican las hojas de palma. Este elemento también es recurrente en el diseño de la mezquita de Sidi Ibrahim.: 173 

### Ornamentos caligráficos
La caligrafía islámica también se utilizó en coordinación con otros ornamentos geométricos y vegetales. Se forma conn la escritura naskh, que cubre la mayoría de las notas marginales en diversos escritos, muchos de los cuales son versículos coránicos. Fue la escritura más utilizada durante el período ziyánida, a diferencia de los almorávides, que utilizaban más la escritura cúfica. Aunque la escritura cúfica también estaba presente en el mihrab de la mezquita Sidi Bel Hassan: 161  y el complejo de Sidi Ibrahim. También se utilizó en capiteles y placas conmemorativas, y apareció de forma destacada en mezquitas como la de Sidi Ibrahim,: 253   así como en minaretes como los de la Gran Mezquita de Nedroma y en el minarete de la mezquita del Mexuar.: 212 